# Szigetvár
Szigetvár (Duits: Inselburg) is een plaats in Zuid-Hongarije in het comitaat Baranya. 

## Geschiedenis
Szigetvár ontleent zijn bekendheid aan een veldslag die in 1566 tegen de Turken werd gevoerd. De burcht van Szigetvár lag op eilanden in het moerasgebied (de naam betekent eilandburcht) en was daardoor niet gemakkelijk te veroveren. Precies 33 dagen lang hield de commandant de burcht, Nikola Šubić Zrinski (ook bekend als Miklós Zrínyi) zich met 2.500 verdedigers staande tegen een Turkse overmacht van 80.000 man onder leiding van sultan Süleyman.
Ondanks verlokkende aanbiedingen - zo zou bij overgave het Kroatisch-Hongaarse Zrinyi voor altijd heersen over de Turkse satellietstaten Kroatië en Slovenië - gaf Zrinyi het niet op. Toen de strijd ten slotte een gevecht van man tegen man, wonnen de Turken en overleefden slechts enkele verdedigers van de burcht de slag.
Miklós Zrinyi, de achterkleinzoon van de gesneuvelde Zrinski, schreef het drama 'De val van Sziget'. De burcht, die door de Turken werd opgebouwd, werd na 1960 gerestaureerd. Op het Zrinyi tér staan een monument voor de commandant en de voormalige moskee, oorspronkelijk met twee minaretten, die tegen het eind van de 18e eeuw in een barokke rooms-katholieke kerk werd veranderd.

## Verkeer
Szigetvár ligt aan hoofdweg 6, die Barcs via Pécs met Boedapest verbindt. Ook heeft Szigetvár een station aan de spoorlijn tussen Barcs en Pécs.

## Zustersteden
Szigetvár onderhoudt jumelages met Eppingen (Duitsland, sinds 1992), Slatina (Kroatië, 1996), Imatra (Finland, 1998), Trabzon (Turkije, 1998) en Deva (Roemenië, 2001).  